# Hrabstwo Gentry
Hrabstwo Gentry (ang. Gentry County) – hrabstwo położone w północno-zachodniej części stanu Missouri w Stanach Zjednoczonych. Obszar całkowity hrabstwa obejmuje powierzchnię 491,81 mil2 (1 274 km²). Według danych z 2010 r. hrabstwo miało 6 738 mieszkańców. Hrabstwo powstało w 1845 roku i nosi imię pułkownika Richarda Gentryego poległego w wojnach seminolskich.

## Sąsiednie hrabstwa
- Hrabstwo Worth (północ)
- Hrabstwo Harrison (wschód)
- Hrabstwo Daviess (południowy wschód)
- Hrabstwo DeKalb (południe)
- Hrabstwo Andrew (południowy zachód)
- Hrabstwo Nodaway (zachód)

## Miasta
- Albany
- King City
- McFall
- Stanberry

## Wioski
- Darlington
- Gentry